# Cerkiew Podwyższenia Krzyża Pańskiego w Orańczycach
Cerkiew Podwyższenia Krzyża Pańskiego – prawosławna cerkiew parafialna w Orańczycach (rejon prużański obwodu brzeskiego), w dekanacie prużańskim eparchii brzeskiej i kobryńskiej Egzarchatu Białoruskiego Patriarchatu Moskiewskiego.
Cerkiew znajduje się na zachodnim krańcu miejscowości.

## Historia

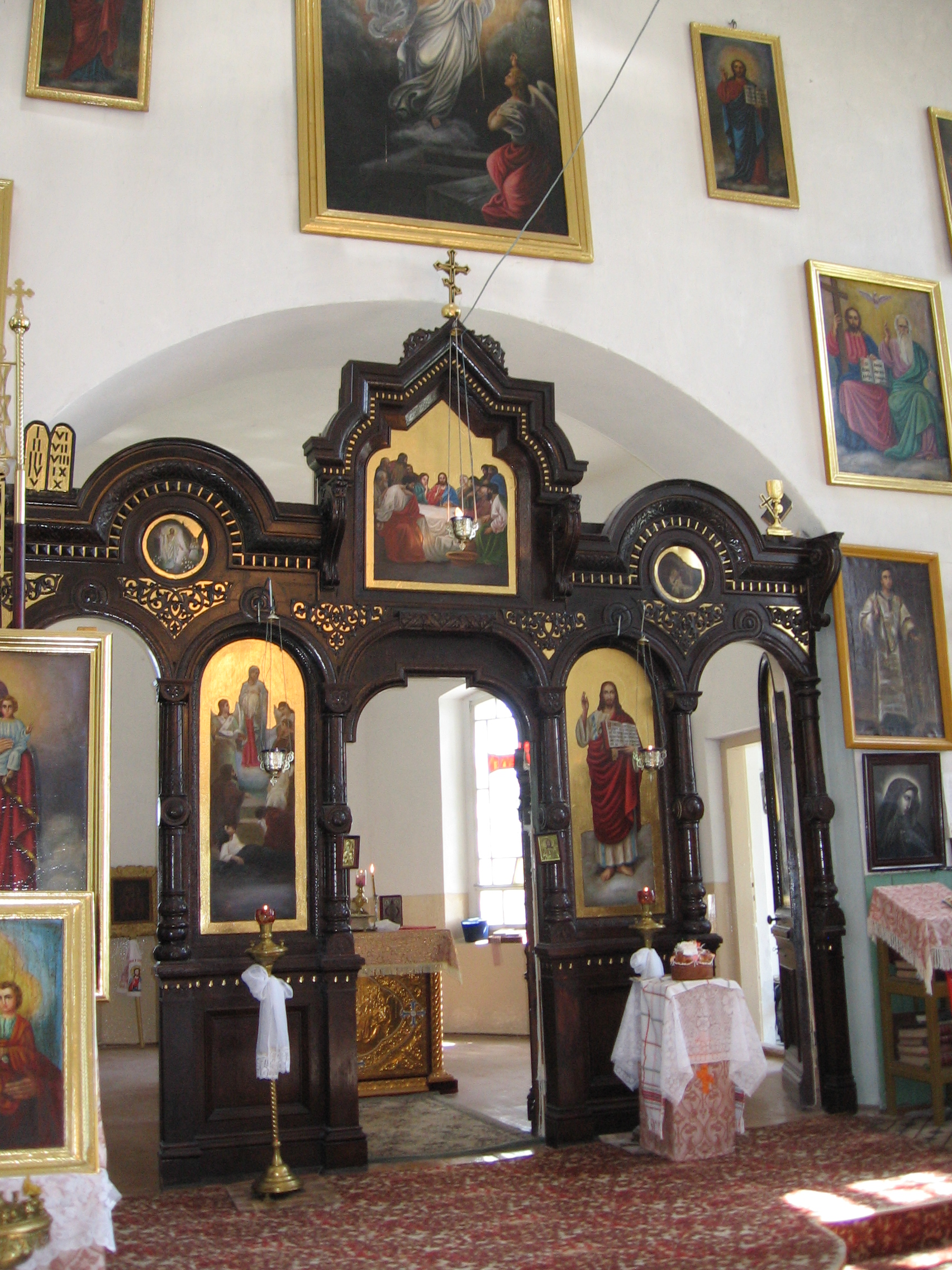
Wnętrze cerkwi

Pierwsza cerkiew w Orańczycach powstała w 1600. W 1654 Symeon Orański wzniósł na jej miejscu nową drewnianą świątynię z wolno stojącą dzwonnicą, otoczoną kamiennym murem. W końcu XIX w. do świątyni, posiadającej status parafialnej, uczęszczało 3099 osób z Orańczyc i siedmiu okolicznych miejscowości. W 1879 budynek został gruntownie odremontowany na koszt parafian, którzy zgromadzili 1075 rubli i nieodpłatnie wykonali prace budowlane.
W 1914 na miejscu drewnianej cerkwi, która była już w złym stanie technicznym, wzniesiono obiekt sakralny murowany, z cegły, ponownie z funduszy zebranych przez miejscową ludność prawosławną. Nowa budowla nie była usytuowana dokładnie na miejscu poprzedniej – miejsce, gdzie dawniej położony był ołtarz drewnianej cerkwi, ustawiono krzyż. Budynek wyświęcono 27 września 1914 r., jeszcze przed zakończeniem prac nad urządzeniem wnętrza; ikonostas i inne elementy wyposażenia zostały przywiezione z Warszawy. W 1928 na cerkiewnej dzwonnicy zawieszono pięć dzwonów odlanych w pracowni Felczyńskich w Przemyślu.

## Architektura
Budynek został wzniesiony w stylu bizantyjsko-rosyjskim. Jest to obiekt trójdzielny, z kwadratową nawą, prostokątnym przedsionkiem z trójkondygnacyjną wieżą-dzwonnicą oraz pięciokątnie zamkniętym prezbiterium. Dzwonnica zwieńczona jest dachem hełmowym z niewielką cebulastą kopułką. Elewacje świątyni zdobią kostkowe fryzy i pilastry. Na wyposażeniu cerkwi znajdują się XVIII-wieczne ikony św. Mikołaja oraz Matki Bożej w typie Hodegetrii.